# Vanessa abyssinica
Vanessa abyssinica is een vlinder uit de onderfamilie Nymphalinae van de familie Nymphalidae. De wetenschappelijke naam van de soort is, als Pyrameis abyssinica, voor het eerst geldig gepubliceerd in 1867 door Cajetan Freiherr von Felder en Rudolf Felder.

## Verspreiding en leefgebied
Deze soort komt voor in Ethiopië, Kenia, Tanzania, Oeganda, Rwanda en Congo in bergwouden.